# Eugène Geefs

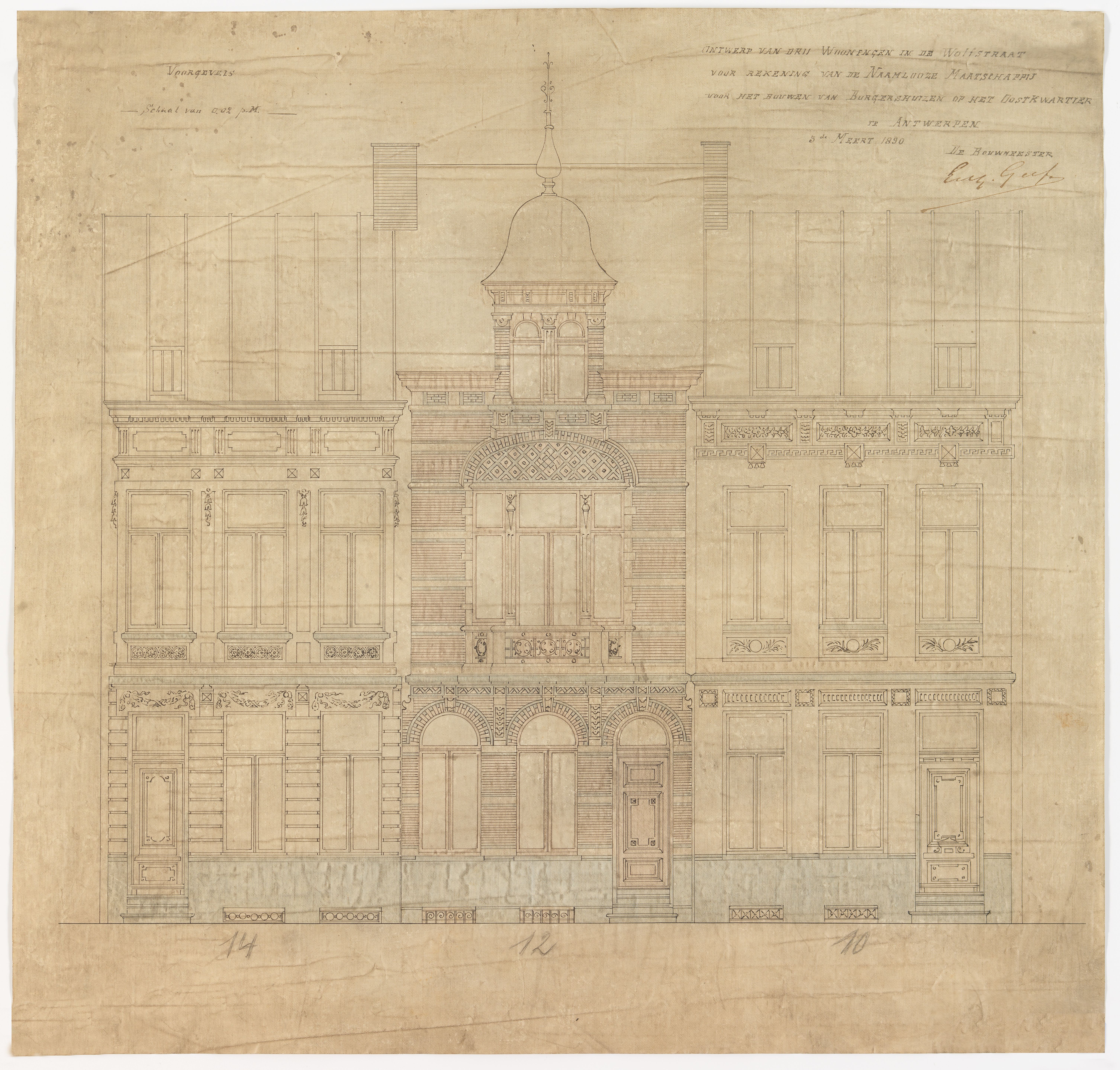
Ontwerp voor drie burgerhuizen aan de Wolfstraat 10-14 in Zurenborg (1890)

Eugenius Maria Ludovicus (Eugène) Geefs (Antwerpen, 6 januari 1854 – aldaar, 7 maart 1925) was een Belgisch architect.

## Leven en werk
Eugène Geefs, lid van de kunstenaarsfamilie Geefs, was een zoon van Jozef Geefs en Adèle Roelandt. Zijn vader, broer Georges en ooms Willem, Aloys, Jean, Théodore, Charles en Alexandre Geefs waren allemaal beeldhouwer. Eugène werd, net als zijn grootvader Lodewijk Roelandt, architect. Hij werd daarvoor opgeleid aan de Koninklijke Academie voor Schone Kunsten van Antwerpen, als leerling van Joseph Schadde. Geefs won in 1879 de Prix de Rome voor architectuur en verbleef in de periode 1881 tot 1884 in Rome. Van 1885 tot 1923 was hij als docent verbonden aan de Antwerpse Academie; hij gaf les in architectuur, de theorie van de tekenkunsten en de geschiedenis van het ornament. Tot zijn leerlingen behoorden Jules Taeymans en Flor Van Reeth.
Geefs assisteerde Schadde bij de bouw van het -inmiddels verdewenen- Tolhuis in Antwerpen. Zelf realiseerde hij onder andere woningen in Antwerpen en Berchem en rond 1890 een aantal woningen voor de Société Anonyme pour la construction de maisons bourgeoises in de wijk Zurenborg. Voor de familie Moretus Plantin de Bouchout bouwde hij de kastelen Rodenburg en Klaverblad, in neo-Vlaamserenaissance-stijl. Geefs werkte een aantal malen samen met zijn broer Georges, die beelden verzorgde voor Eugènes ontwerpen van onder andere het praalgraf voor Léopold de Wael (1894), de herbouw van Den Engel en De Mouwe aan de Grote Markt en de nieuwbouw van het Rijksarchief te Antwerpen (1906).
Eugène Geefs werd benoemd tot Officier in de Leopoldsorde. Hij overleed op 71-jarige leeftijd en werd begraven in Berchem.

## Enkele werken
- 1894: praalgraf voor Léopold de Wael op het Kielkerkhof van Antwerpen, in samenwerking met Georges Geefs. Het is later overgebracht naar de Schoonselhof.[4]
- 1890: drie burgerhuizen aan de Wolfstraat 10-14 in Antwerpen.
- 1900: herbouw van het huis Den Engel, aan de Grote Markt in Antwerpen. De vergulde engel op het fronton werd gemaakt door Georges Geefs.[5]
- 1901-1902: herbouw van het huis De Mouwe, aan de Grote Markt in Antwerpen. Het verguld bronzen beeld van Sint-Matthias op het fronton werd gemaakt door Georges Geefs.[6]
- 1902: burgerhuis aan de Sint-Vincentiusstraat 10 in Antwerpen. Woonhuis van Geefs zelf.[7]
- 1902: bouw kasteel Rodenburg in Hove.[8]
- 1904: bouw kasteel Klaverblad in Wilrijk.[9]
- 1906: bouw Rijksarchief aan de Door Vestraeteplaats in Antwerpen. Het beeld van Clio op de geveltop werd gemaakt door Georges Geefs.[10]

## Galerij

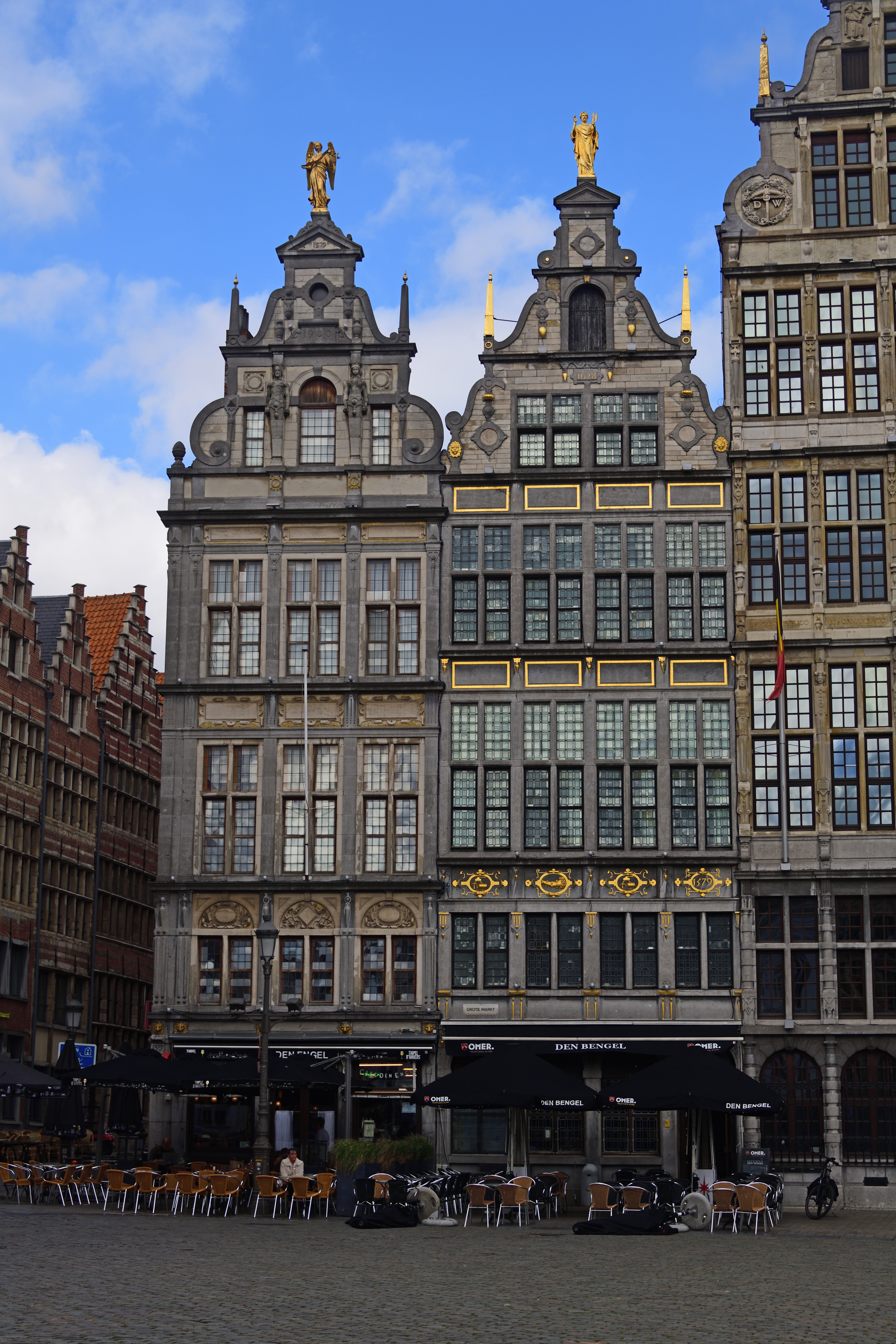
Den Engel (1900) en De Mouwe (1901-1902)
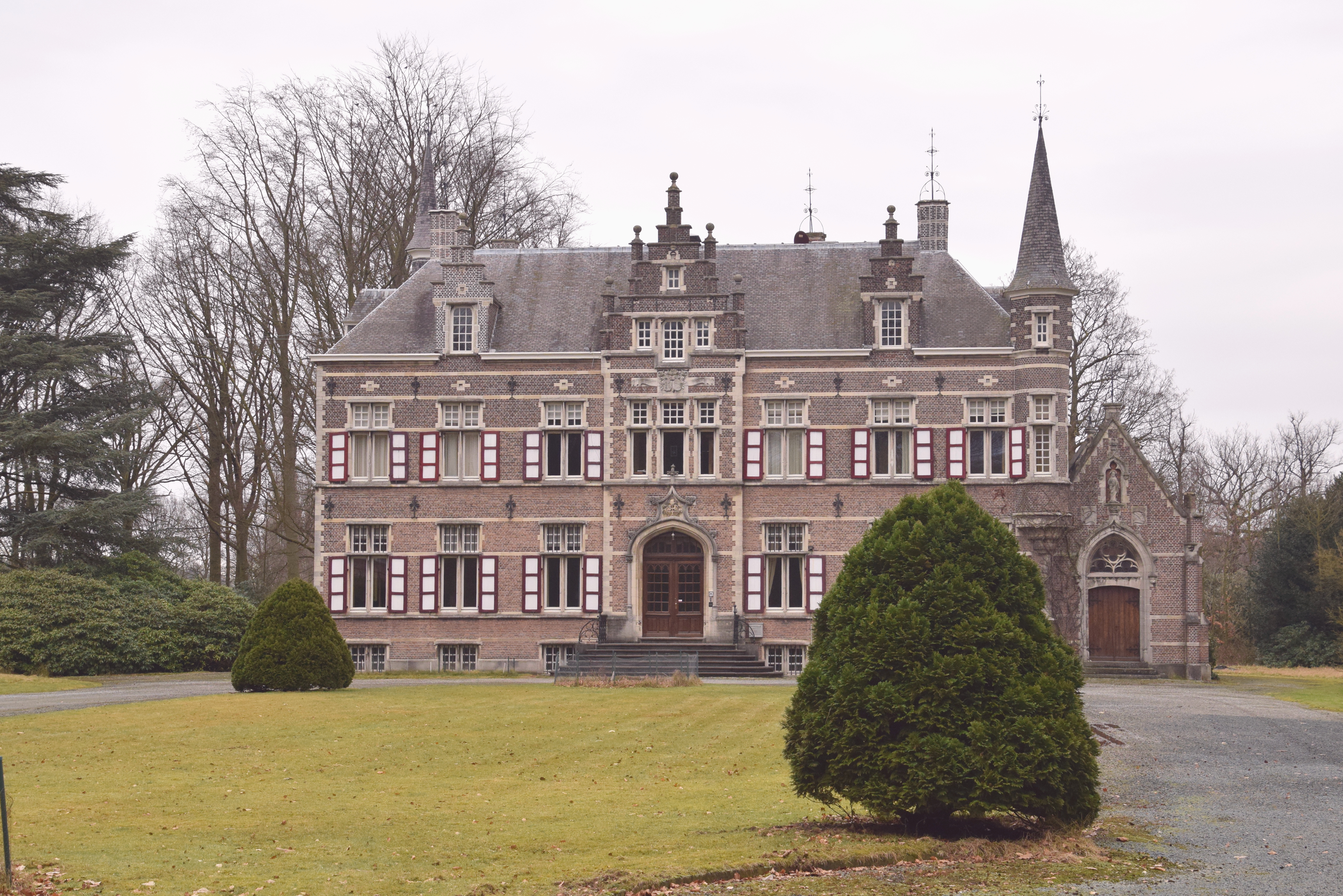
Kasteel Klaverblad (1904)
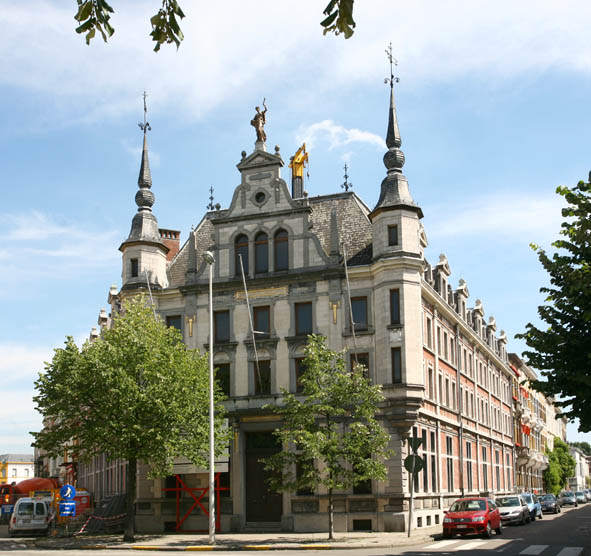
Rijksarchief (1906)

- RKD-Nederlands Instituut voor Kunstgeschiedenis: 344173